# Павловець Олександр Валерійович
Олександр Валерійович Павловець (біл. Аляксандр Валер’евіч Паўлавец, рос. Александр Валерьевич Павловец, нар. 13 серпня 1996, Борисов) — білоруський футболіст, захисник російського клубу «Оренбург».
Виступав, зокрема, за клуби «Торпедо-БелАЗ» та «Динамо-Берестя», а також національну збірну Білорусі.

## Клубна кар'єра
Народився 13 серпня 1996 року в місті Борисов. Вихованець футбольної школи клубу БАТЕ з рідного міста. Перший тренер — Михайло Леонідович Биков. З 2013 року виступав за дублюючий склад клубу. Восени 2014 року в складі молодіжної збірної БАТЕ виступав у Юнацькій лізі УЄФА (провів 5 матчів). Іноді він також тренувався у головній команді, але так за неї і не дебютував.
У березні 2015 року був відданий в оренду в «Торпедо-БелАЗ». Спочатку він виступав за дубль «автозаводців», але у вересні 2015 року йому вдалося закріпитися в основному складі на позиції центрального захисника. Наприкінці сезону, у грудні 2015 року, «Торпедо-БелАЗ» скористався можливістю викупити футболіста, підписавши повноцінний контракт з Павловцем. З командою став володарем Кубка Білорусі 2016 року, провівши на турнірі 5 матчів і забивши 1 гол, але у фінальній грі залишився на лаві запасних.
У серпні 2016 року був орендований гродненським «Німаном». Він став основним центральним захисником нової команди, але наприкінці сезону 2016 року повернувся в «Торпедо-БелАЗ». У сезоні 2017 року він став основним гравцем клубу і у листопаді 2017 року він підписав з «автозаводцями» новий дворічний контракт. А у серпні 2018 року підписав новий довгостроковий контракт з жодинцями.
У січні 2019 року було укладено угоду про дострокове розірвання контракту з клубом з виплатою узгодженої компенсації і незабаром Павловець став гравцем «Динамо-Берестя». Він розпочав сезон 2019 на лавці запасних, але в червні виборов місце у стартовому складі та допоміг команді стати чемпіоном Білорусі. У грудні 2019 року він продовжив контракт з «Динамо» до січня 2021 року і на початку 2020 року виграв з командою Суперкубок Білорусі, відігравши на полі усі 90 хвилин. Загалом за берестейський клуб Павловець провів в усіх турнірах 51 гру, забивши 1 гол і віддавши 1 гольову передачу.
Влітку 2020 року різні іноземні клуби почали виявляти інтерес до захисника. У вересні 2020 року він підписав угоду з російським «Ростовом», який мав почати діяти взимку, але в жовтні 2020 року російський клуб заявив, що захисник приєднається до складу до закриття трансферного вікна 17 жовтня. У складі «Ростова» частіше залишався на лаві запасних, тому у липні 2021 року був відданий в оренду в «Колос» (Ковалівка).

## Виступи за збірні
У 2012 році дебютував у складі юнацької збірної Білорусі (U-17), загалом на юнацькому рівні взяв участь у 8 іграх, відзначившись одним забитим голом.
Протягом 2015–2018 років залучався до складу молодіжної збірної Білорусі. На молодіжному рівні зіграв у 20 офіційних матчах. Учасник Кубка Співдружності 2016 року, на якому провів 3 матчі і поів з командою 5 місце.
1 червня 2017 року дебютував в офіційних матчах у складі національної збірної Білорусі, вийшовши на заміну у другій половині товариського матчу проти Швейцарії (0:1). У липні 2017 року виступав за другу збірну Білорусі на Кубку короля в Таїланді.

## Досягнення
- Чемпіон Білорусі: 2019
- Володар Кубка Білорусі: 2015/16
- Володар Суперкубка Білорусі (2): 2019, 2020
- У списку 22-х найкращих футболістів чемпіонату Білорусі (2): 2018, 2019
- Володар Суперкубка Вірменії (1): 2024

| Дата       | Місто          | Господарі  | Результат | Гості         | Турнір            | Голи | Примітки |
| ---------- | -------------- | ---------- | --------- | ------------- | ----------------- | ---- | -------- |
| 1-6-2017   | Невшатель      | Швейцарія  | 1 – 0     | Білорусь      | товариський матч  | -    | 61'      |
| 12-6-2017  | Мінськ         | Білорусь   | 1 – 0     | Нова Зеландія | товариський матч  | -    | 86'      |
| 13-11-2017 | Кутаїсі        | Грузія     | 2 – 2     | Білорусь      | товариський матч  | -    | 88'      |
| 9-6-2018   | Тампере        | Фінляндія  | 2 – 0     | Білорусь      | товариський матч  | -    | 64'      |
| 19-11-2019 | Подгориця      | Чорногорія | 2 – 0     | Білорусь      | товариський матч  | -    | 46'      |
| 23-2-2020  | Шарджа (місто) | Узбекистан | 0 – 1     | Білорусь      | товариський матч  | -    |          |
| 24-03-2021 | Жодино         | Білорусь   | 1 – 1     | Гондурас      | товариський матч  | -    |          |
| 30-03-2021 | Левен          | Бельгія    | 8 – 0     | Білорусь      | Відбір до ЧС 2022 | -    |          |
| Усього     |                | Матчів     | 8         |               | Голів             | 0    |          |